# Германобалтийская реформистская партия
Германобалтийская реформистская партия (нем. Deutsch-baltische Reform Partei, сокр. DbRP) — политическая партия латвийского немецко-балтийского меньшинства, существовавшая с 1920 по 1934 год.

## История
С 1919 по начало 1920 года партия была известна как Немецкая национально-революционная партия.
Партия представляла интересы городских балтийских немцев и участвовала в работе Народного совета Латвии. Эдвин Магнус представлял её в Учредительном собрании Латвии. В третьем и четвёртом Сеймах от партии был избран Лотар Шелер, а с октября 1933 года он был избран руководителем немецко-балтийской фракции в Сейме. После государственного переворота Карлиса Ульманиса партия была вынуждена прекратить существование.

## Лидеры партии
- Эдвин Магнус
- Лотар Шелер